# Neuse (rzeka)
Neuse (ang. Neuse River) – rzeka w Stanach Zjednoczonych, we wschodniej części stanu Karolina Północna, dopływ Oceanu Atlantyckiego.
Rzeka powstaje z połączenia rzek Flat i Eno, na wysokości 75 m n.p.m., na północny wschód od miasta Durham. Rzeka płynie w kierunku południowo-wschodnim. W górnym biegu przepływa przez sztuczne jezioro Falls. Od wschodu opływa miasto Raleigh, przepływa przez Smithfield, Goldsboro, Kinston i New Bern. Za tym ostatnim do Neuse wpada rzeka Trent, po czym rzeka uchodzi do zatoki Pamlico Sound, tworząc rozległe estuarium (około 64 km długości, do 8 km szerokości).
Długość rzeki wynosi 440 km.
Nazwa rzeki pochodzi od plemienia Indian Neusiok.